# Kesäkeitto

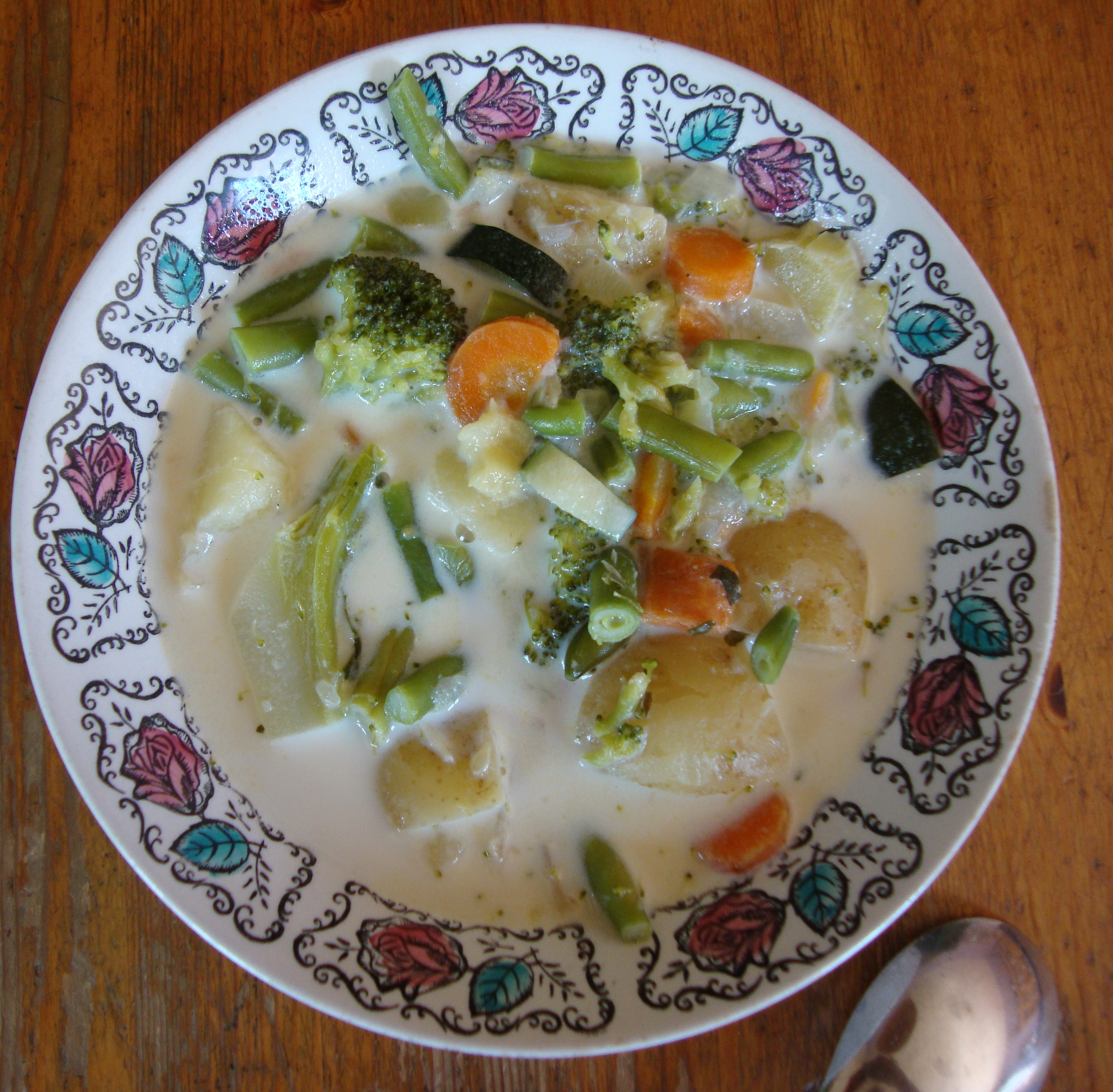
Kesäkeitto

Kesäkeitto (significando sopa de verão em finlandês) é uma sopa tradicional da culinária da Finlândia.
Trata-se de uma sopa leve, preparada com vegetais de verão colhidos frescos. Entre os seus ingredientes contam-se cenouras, ervilhas, couve-flor, feijão-verde, batatas, rabanetes, espinafres, leite, gema de ovo, natas, camarão, manteiga, farinha e endro ou salsa picados.
Os vegetais cortados são cozidos em água, à qual, depois de cozidos, se adicionam a manteiga, a farinha, a gema de ovo e as natas. No fim, é adicionado o camarão. O resultado é uma sopa cremosa, de cor predominantemente branca, com as cores dos vegetais em contraste. É servida quente, com endro ou salsa picada.
É recomendado o seu consumo como almoço ou como ceia tardia.